# Nuestra Señora de Atocha

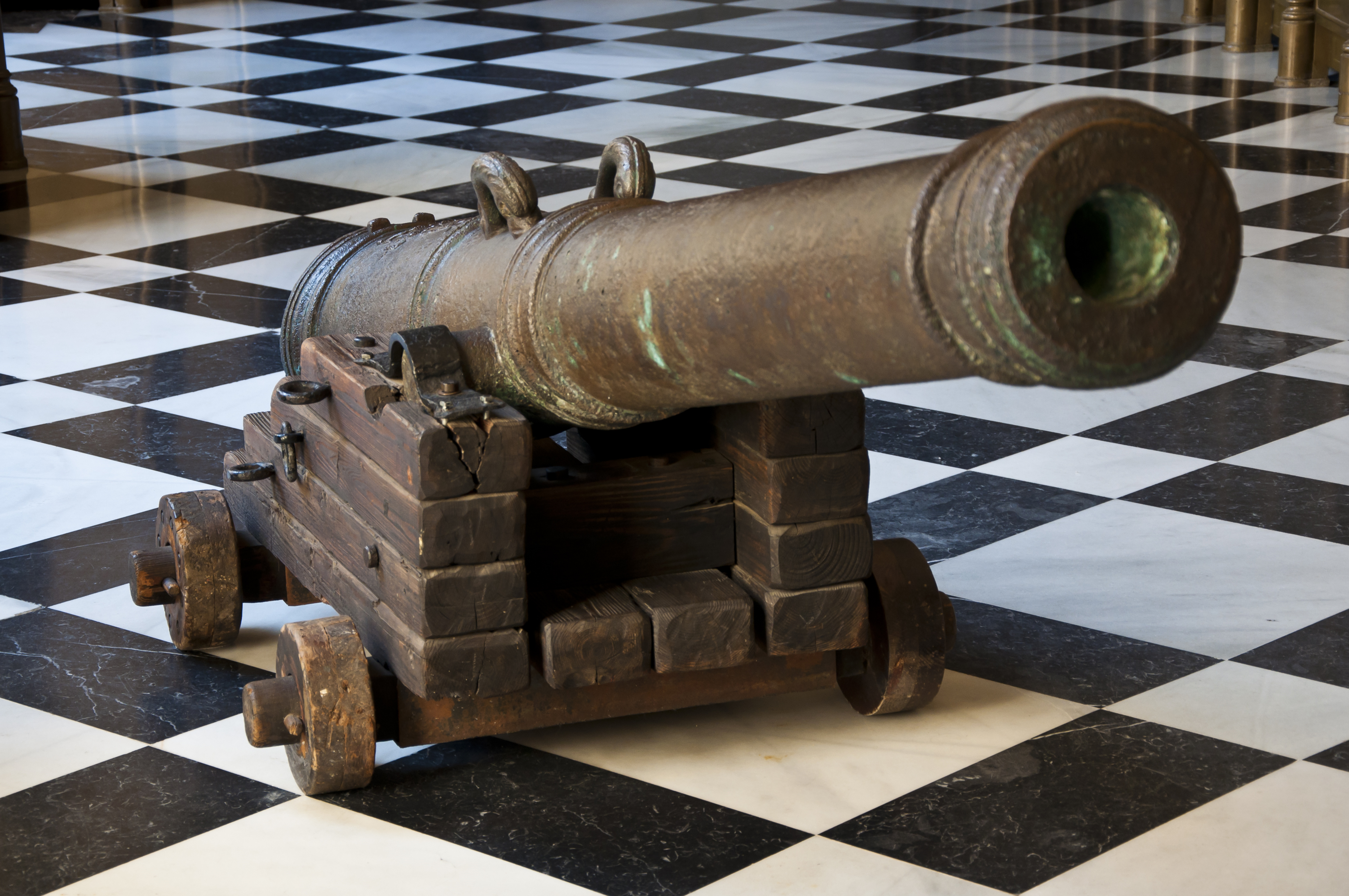
Kanone der Nuestra Señora de Atocha im Archivo General de Indias

Die Nuestra Señora de Atocha ist ein Schiffswrack, das sich vor der Küste Floridas befindet. In diesem Schiffswrack wurde 1985 vom Schatzsucher Mel Fisher der bis dahin weltweit größte Schatz entdeckt, er besitzt einen (geschätzten) Geldwert von 400 Millionen US-Dollar. 
Die Galeone Nuestra Señora de Atocha gehörte zur spanischen Silberflotte, die zwischen dem 16. und dem 18. Jahrhundert regelmäßig zwischen Europa und Mittel- bzw. Südamerika verkehrte. Am 24. Juli 1622 war die Flotte in Cartagena de Indias nach Havanna aufgebrochen, wo sie am 24. August einlief. Dort wurden die Schiffe hauptsächlich mit Gold und Silber beladen. Am 4. September lief die Flotte mit 28 Schiffen aus Havanna in Richtung Spanien aus. Am 5. September geriet der Konvoi in einen Hurrikan, der die Schiffe in Richtung Florida abtrieb. Die Nuestra Señora de Atocha wurde auf ein Riff bei den Florida Keys geschleudert, schlug leck, trieb wieder aufs offene Meer zurück und sank am 6. September 1622. Nur fünf Menschen überlebten das Unglück, etwa 260 kamen ums Leben.